# Eagle Mountain House
Eagle Mountain House es un complejo hotelero histórico en 179 Carter Notch Road en Jackson, New Hampshire. Construido en 1916 y ampliado en 1929, es uno de los pocos grandes hoteles turísticos de montaña que quedan en las Montañas Blancas de New Hampshire. Fue incluido en el Registro Nacional de Lugares Históricos en 1990. 

## Descripción e historia
Eagle Mountain House se encuentra cerca del lado oeste de Carter Notch Road (Ruta 16B de New Hampshire), al norte de Jackson Village. Está ubicado en el lado oeste de un valle, con Eagle Mountain detrás y Black Mountain al otro lado del valle hacia el este. es un grande3 1⁄2Estructura de armazón de madera de  pisos, con planta básicamente en forma de U, con la base de la U paralela a la carretera y sus patas extendiéndose hacia el oeste. Está cubierto por un techo a dos aguas tachonado con buhardillas a dos aguas con frontón y buhardillas. Algunas de las ventanas del nivel superior tienen marcos de paneles de diamantes originales. Un porche de un solo piso, 220 pies (67,1 m) de largo, se extiende por el frente, convirtiéndose en dos pisos en el extremo izquierdo donde el terreno desciende. Los espacios públicos interiores conservan los acabados y las características originales, incluido un ascensor de 1926 en funcionamiento.
La ciudad de Jackson había desarrollado en la década de 1840 una reputación como colonia de artistas, por el paisaje agreste de la zona. El turismo en el área se expandió significativamente con la llegada en la década de 1850 del ferrocarril a la cercana Glen . En la década de 1880, Jackson tenía cinco grandes hoteles, uno de los cuales era Eagle Mountain House. Fue establecido en 1849 por Cyrus y Marcia Pinkham Gale, en tierras que primero poblaron su antepasado, el Capitán Joseph Pinkham. Originalmente poco más que una casa de campo, se amplió para albergar hasta 125 invitados antes de que fuera destruida por un incendio en 1915.
La parte más antigua del edificio actual fue construida en 1916 por el hijo de los Gales, Arthur Pinkham Gale. Es uno de los cinco hoteles turísticos a gran escala restantes construidos a fines del siglo XIX y principios del XX en New Hampshire, y el único de cinco hoteles de este tipo que se construyó en Jackson. Se duplicó en tamaño por una adición en 1929 y se equipó con lo último en comodidades modernas, que incluyen calefacción de vapor y un ascensor. El hotel permaneció en manos de la familia Gale hasta 1973.